# Pradleves
Pradleves är en ort och kommun i provinsen Cuneo i regionen Piemonte i Italien. Kommunen hade 230 invånare (2018).